# Pterocles burchelli
Pterocles burchelli là một loài chim trong họ Pteroclidae.